# Ballad of Hollis Brown
Ballad of Hollis Brown è una canzone blues scritta da Bob Dylan, pubblicata nel suo terzo album The Times They Are A-Changin' del 1964. Il brano narra la storia di un contadino del Sud Dakota che, disperato dalla sua condizione di povertà, uccide prima sua moglie, e poi i figli, prima di togliersi la vita.

## Il brano

### Struttura
Musicalmente si tratta di un semplice blues. La versione presente nell'album viene suonata dal solo Dylan con una chitarra acustica in stile flatpicking.
La canzone in The Times They Are A-Changin' venne inclusa il 7 agosto 1963, pur essendo stata registrata durante le sessioni del precedente album di Dylan, The Freewheelin' Bob Dylan, nel novembre 1962, rimanendo però fuori traccia. In questa prima versione, il cantautore suonò l'armonica a bocca e strimpellò solamente gli accordi, invece di pizzicare col plettro le corde. Le versioni dal vivo tra il 1962 e il 1964 vennero eseguite in questo modo, ma senza armonica. Secondo Michael Gray, il lavoro di chitarra e la struttura melodica vengono presi dai monti Appalachi, "dove le forme e le mode si erano evolute, in relativa solitudine, in un periodo di quasi più di duecento anni."
Gli accordi, il motivo e la struttura dei versi di Ballad of Hollis Brown si basano su Pretty Polly, una ballata che Dylan esibì tempo prima al Gaslight Club.
La canzone dura poco più di cinque minuti.

### Testo
Il brano consiste in 11 versi che portano l'ascoltatore ad una squallida e povera fattoria del Dakota del Sud, nella quale un indigente contadino (Hollis Brown), sua moglie e i loro cinque figli, vivono in una miserabile povertà, sottostando a continue avversità. Per la disperazione, l'uomo uccide la moglie, i figli e se stesso con un fucile. Il critico David Horowitz disse di questa canzone:
Tecnicamente parlando, Hollis Brown è un tour de force poiché una ballata è normalmente una forma con la quale si cerca di mantenere una certa distanza dalla storia che si racconta. Questa ballad, al contrario, ci viene raccontata in seconda persona, al presente, cosicché si crei non solo un immediato legame tra l'ascoltatore e il personaggio della storia, ma esista anche il fatto ironico che solo chi conosce la brutta situazione di Hollis Brown, solo chi gli interessa, sono gli uditori incapaci di aiutarlo, tagliandolo fuori, come noi stessi nella società di massa ci emarginiamo a vicenda.... Per questo la triste prospettiva di sé, incompresa, isolata e sardonica, è superbamente appropriata per esprimere la squallida realtà dell'America contemporanea. Che espressione potente dev'essere, una volta liberata (come successo da Dylan) dalla sua schiavitù egocentrica! Uno straordinario esempio di tenace e ironica intuizione (con anche la forza di attenuazione che Dylan apprese da Guthrie) si ritrova nei versi finali del brano:
On a South Dakota farm

There's seven people dead

On a South Dakota farm

Somewhere in the distance

There's seven new people born.»
In una fattoria del Dakota del Sud

Ci sono sette persone morte

In una fattoria del Dakota del Sud

Da qualche parte in lontananza

Ci sono sette persone appena nate.»
(Ballad of Hollis Brown, Bob Dylan)

## Esecuzioni dal vivo
Dylan eseguì Hollis Brown dal vivo tra il 1962 e il 1965, oltre che al ritorno sulle scene al Bob Dylan and The Band 1974 Tour, e al Live Aid del 1985. Appare inoltre in diverse occasioni del Never Ending Tour.
Una registrazione live del maggio 1963 appare in Bob Dylan in Concert – Brandeis University 1963.

## Cover
Un largo numero di artisti reinterpretarono Ballad of Hollis Brown, tra i quali:
- Nina Simone: Let It All Out (1965)
- Hugues Aufray: Chante Dylan (1965), Au Casino de Paris (1996)
- Cornelis Vreeswijk: Kalle Holm (1972, in svedese)
- Nazareth: Loud 'N' Proud (1974)
- Leon Russell: Stop All That Jazz (1974)
- The Stooges: Death Trip (1987), Open Up and Bleed (1995), Wild Love (2001)
- The Neville Brothers: Yellow Moon (1989)
- Stephen Stills: Stills Alone (1991)
- Billy Childish: The Ballad of Hollis Brown (1992)
- Old Blind Dogs: Legacy (1995)
- Mike Seeger (eseguito con Bob Dylan): Third Annual Farewell Reunion (1995)
- Stone the Crows: The BBC Sessions Volume 1 (1969-1970) (1998)
- Entombed: Wreckage (EP, 1997), Black Juju (EP, 1998)
- Kevn Kinney: The Flower and the Knife (2000)
- Hootie and the Blowfish: A Tribute to Bob Dylan, Volume 3: The Times They Are A-Changin' (2000)
- Tony Joe White: Swamp Music: The Complete Monument Recordings (disc 4) (2006)
- The Pretty Things: Balboa Island (2007)
- Rise Against: Chimes of Freedom: Songs of Bob Dylan Honoring 50 Years of Amnesty International (2012)
- David Lynch: The Big Dream (2013)